# Liste des ministres prussiens des Finances
Liste des ministres prussiens des Finances.
| Nom de famille                                | Prise de fonction | Démission | image |
| --------------------------------------------- | ----------------- | --------- | --- |
| Hans von Bülow                                | 1813              | 1817      | Wilhelm Anton de Klewiz · Friedrich von Motz · Albrecht von Alvensleben · David Hansemann · Robert von Patow · August von der Heydt · Otto von Camphausen · Johannes von Miquel · Walther Schreiber |
| Guillaume de Klewiz                           | 1817              | 1825      | Wilhelm Anton de Klewiz · Friedrich von Motz · Albrecht von Alvensleben · David Hansemann · Robert von Patow · August von der Heydt · Otto von Camphausen · Johannes von Miquel · Walther Schreiber |
| Friedrich von Motz                            | 1825              | 1830      | Wilhelm Anton de Klewiz · Friedrich von Motz · Albrecht von Alvensleben · David Hansemann · Robert von Patow · August von der Heydt · Otto von Camphausen · Johannes von Miquel · Walther Schreiber |
| Karl Georg Maaßen                             | 1830              | 1834      | Wilhelm Anton de Klewiz · Friedrich von Motz · Albrecht von Alvensleben · David Hansemann · Robert von Patow · August von der Heydt · Otto von Camphausen · Johannes von Miquel · Walther Schreiber |
| Albert d'Alvensleben                          | 1835              | 1842      | Wilhelm Anton de Klewiz · Friedrich von Motz · Albrecht von Alvensleben · David Hansemann · Robert von Patow · August von der Heydt · Otto von Camphausen · Johannes von Miquel · Walther Schreiber |
| Ernst von Bodelschwingh l'Ancien              | 1842              | 1844      | Wilhelm Anton de Klewiz · Friedrich von Motz · Albrecht von Alvensleben · David Hansemann · Robert von Patow · August von der Heydt · Otto von Camphausen · Johannes von Miquel · Walther Schreiber |
| Eduard von Flottwell                          | 1844              | 1846      | Wilhelm Anton de Klewiz · Friedrich von Motz · Albrecht von Alvensleben · David Hansemann · Robert von Patow · August von der Heydt · Otto von Camphausen · Johannes von Miquel · Walther Schreiber |
| Franz von Duesberg                            | 1846              | 1848      | Wilhelm Anton de Klewiz · Friedrich von Motz · Albrecht von Alvensleben · David Hansemann · Robert von Patow · August von der Heydt · Otto von Camphausen · Johannes von Miquel · Walther Schreiber |
| David Hansemann                               | 1848              | 1848      | Wilhelm Anton de Klewiz · Friedrich von Motz · Albrecht von Alvensleben · David Hansemann · Robert von Patow · August von der Heydt · Otto von Camphausen · Johannes von Miquel · Walther Schreiber |
| Gustav von Bonin                              | 1848              | 1848      | Wilhelm Anton de Klewiz · Friedrich von Motz · Albrecht von Alvensleben · David Hansemann · Robert von Patow · August von der Heydt · Otto von Camphausen · Johannes von Miquel · Walther Schreiber |
| Rudolf von Rabe (de)                          | 1849              | 1851      | Wilhelm Anton de Klewiz · Friedrich von Motz · Albrecht von Alvensleben · David Hansemann · Robert von Patow · August von der Heydt · Otto von Camphausen · Johannes von Miquel · Walther Schreiber |
| Carl von Bodelschwingh                        | 1851              | 1858      | Wilhelm Anton de Klewiz · Friedrich von Motz · Albrecht von Alvensleben · David Hansemann · Robert von Patow · August von der Heydt · Otto von Camphausen · Johannes von Miquel · Walther Schreiber |
| Robert von Patow                              | 1858              | 1862      | Wilhelm Anton de Klewiz · Friedrich von Motz · Albrecht von Alvensleben · David Hansemann · Robert von Patow · August von der Heydt · Otto von Camphausen · Johannes von Miquel · Walther Schreiber |
| August von der Heydt                          | 1862              | 1862      | Wilhelm Anton de Klewiz · Friedrich von Motz · Albrecht von Alvensleben · David Hansemann · Robert von Patow · August von der Heydt · Otto von Camphausen · Johannes von Miquel · Walther Schreiber |
| Carl von Bodelschwingh                        | 1862              | 1866      | Wilhelm Anton de Klewiz · Friedrich von Motz · Albrecht von Alvensleben · David Hansemann · Robert von Patow · August von der Heydt · Otto von Camphausen · Johannes von Miquel · Walther Schreiber |
| August von der Heydt                          | 1866              | 1869      | Wilhelm Anton de Klewiz · Friedrich von Motz · Albrecht von Alvensleben · David Hansemann · Robert von Patow · August von der Heydt · Otto von Camphausen · Johannes von Miquel · Walther Schreiber |
| Otto von Camphausen                           | 1869              | 1878      | Wilhelm Anton de Klewiz · Friedrich von Motz · Albrecht von Alvensleben · David Hansemann · Robert von Patow · August von der Heydt · Otto von Camphausen · Johannes von Miquel · Walther Schreiber |
| Arthur Hobrecht                               | 1878              | 1879      | Wilhelm Anton de Klewiz · Friedrich von Motz · Albrecht von Alvensleben · David Hansemann · Robert von Patow · August von der Heydt · Otto von Camphausen · Johannes von Miquel · Walther Schreiber |
| Carl Hermann Bitter (de)                      | 1879              | 1882      | Wilhelm Anton de Klewiz · Friedrich von Motz · Albrecht von Alvensleben · David Hansemann · Robert von Patow · August von der Heydt · Otto von Camphausen · Johannes von Miquel · Walther Schreiber |
| Adolf von Scholz (de)                         | 1882              | 1890      | Wilhelm Anton de Klewiz · Friedrich von Motz · Albrecht von Alvensleben · David Hansemann · Robert von Patow · August von der Heydt · Otto von Camphausen · Johannes von Miquel · Walther Schreiber |
| Johannes von Miquel                           | 1890              | 1901      | Wilhelm Anton de Klewiz · Friedrich von Motz · Albrecht von Alvensleben · David Hansemann · Robert von Patow · August von der Heydt · Otto von Camphausen · Johannes von Miquel · Walther Schreiber |
| Georg von Rheinbaben                          | 1901              | 1910      | Wilhelm Anton de Klewiz · Friedrich von Motz · Albrecht von Alvensleben · David Hansemann · Robert von Patow · August von der Heydt · Otto von Camphausen · Johannes von Miquel · Walther Schreiber |
| August Lentze                                 | 1910              | 1917      | Wilhelm Anton de Klewiz · Friedrich von Motz · Albrecht von Alvensleben · David Hansemann · Robert von Patow · August von der Heydt · Otto von Camphausen · Johannes von Miquel · Walther Schreiber |
| Oskar Hergt                                   | 1917              | 1918      | Wilhelm Anton de Klewiz · Friedrich von Motz · Albrecht von Alvensleben · David Hansemann · Robert von Patow · August von der Heydt · Otto von Camphausen · Johannes von Miquel · Walther Schreiber |
| Albert Südekum et Hugo Simon (de)             | 1918              | 1919      | Wilhelm Anton de Klewiz · Friedrich von Motz · Albrecht von Alvensleben · David Hansemann · Robert von Patow · August von der Heydt · Otto von Camphausen · Johannes von Miquel · Walther Schreiber |
| Albert Südekum                                | 1919              | 1920      | Wilhelm Anton de Klewiz · Friedrich von Motz · Albrecht von Alvensleben · David Hansemann · Robert von Patow · August von der Heydt · Otto von Camphausen · Johannes von Miquel · Walther Schreiber |
| Hermann Lüdemann (de)                         | 1920              | 1921      | Wilhelm Anton de Klewiz · Friedrich von Motz · Albrecht von Alvensleben · David Hansemann · Robert von Patow · August von der Heydt · Otto von Camphausen · Johannes von Miquel · Walther Schreiber |
| Friedrich Saemisch (de)                       | 1921              | 1921      | Wilhelm Anton de Klewiz · Friedrich von Motz · Albrecht von Alvensleben · David Hansemann · Robert von Patow · August von der Heydt · Otto von Camphausen · Johannes von Miquel · Walther Schreiber |
| Ernst von Richter (de)                        | 1921              | 1925      | Wilhelm Anton de Klewiz · Friedrich von Motz · Albrecht von Alvensleben · David Hansemann · Robert von Patow · August von der Heydt · Otto von Camphausen · Johannes von Miquel · Walther Schreiber |
| Otto Braun                                    | 1925              | 1925      | Wilhelm Anton de Klewiz · Friedrich von Motz · Albrecht von Alvensleben · David Hansemann · Robert von Patow · August von der Heydt · Otto von Camphausen · Johannes von Miquel · Walther Schreiber |
| Hermann Höpker-Aschoff (de)                   | 1925              | 1931      | Wilhelm Anton de Klewiz · Friedrich von Motz · Albrecht von Alvensleben · David Hansemann · Robert von Patow · August von der Heydt · Otto von Camphausen · Johannes von Miquel · Walther Schreiber |
| Walther Schreiber                             | 1931              | 1931      | Wilhelm Anton de Klewiz · Friedrich von Motz · Albrecht von Alvensleben · David Hansemann · Robert von Patow · August von der Heydt · Otto von Camphausen · Johannes von Miquel · Walther Schreiber |
| Otto Klepper (de)                             | 1931              | 1933      | Wilhelm Anton de Klewiz · Friedrich von Motz · Albrecht von Alvensleben · David Hansemann · Robert von Patow · August von der Heydt · Otto von Camphausen · Johannes von Miquel · Walther Schreiber |
| Franz Schleusener (de) (Commissaire du Reich) | 1932              | 1932      | Wilhelm Anton de Klewiz · Friedrich von Motz · Albrecht von Alvensleben · David Hansemann · Robert von Patow · August von der Heydt · Otto von Camphausen · Johannes von Miquel · Walther Schreiber |
| Johannes Popitz (Commissaire du Reich)        | 1932              | 1938      | Wilhelm Anton de Klewiz · Friedrich von Motz · Albrecht von Alvensleben · David Hansemann · Robert von Patow · August von der Heydt · Otto von Camphausen · Johannes von Miquel · Walther Schreiber |